# Convair X-6
Convair X-6 a fost proiectul unui avion experimental propus cu scopul de a dezvolta și evalua conceptul unui avion cu motoare cu reacție propulsat de energie nucleară (reactor nuclear). Avionul folosit era un bombardier Convair B-36 modificat, însă proiectul a fost anulat înainte ca avionul să fie construit. Deoarece raza de acțiune a avionului nu era limitată de combustibil, bombardierele strategice propulsate de energia nucleară puteau teoretic să rămână în aer săptămâni întregi.